# North American FJ-1 Fury
North American FJ-1 Fury je bil prvo operativno reaktivno letalo Ameriške mornarice. Prvi let je bil 11. septembra 1946, v uporabo je vstopil oktobra 1947. Proizvodnja je bil maloserijska, je pa dizajn vplival na zelo uspešnega North American F-86 Sabre

## Specifikacije (FJ-1)
Splošne karakteristike
- Posadka: 1
- Dolžina: 34 ft 5 in (10,48 m)
- Razpon kril: 38 ft 2 in (11,63 m)
- Višina: 14 ft 10 in (4,52 m)
- Površina kril: 221 ft² (20,5 m²)
- Teža praznega letala: 8 843 lb (4 010 kg)
- Naložena teža: 15 118 lb (6 854 kg)
- Pogon letala: 1 × Allison J35-A-2 turboreaktivni motor, 4 000 lbf (17,8 kN)
- Kapaciteta goriva v notranjosti: 465 gal (1 743 l), Rezervoarji na koncih kril: 2 × 170 gal (644 l)

 Zmogljivost 
- Maks. hitrost: 547 mph na višini 9 000 ft (880 km/h na višini 2 743 m)
- Doseg: 1 496 mi (2 407 km) 1 496 milj (2 407 km) z zunanjimi rezervoarji
- Višina leta: 32 000 ft (9 753 m)
- Hitrost vzpenjanja: 3 300 ft/min na nivoju morja (1 005 m/min)
- Razmerje potisk/teža: 0,38
- Hitrost izgube vzgona (brez moči): 121 mph (106 vozlov, 194 km/h)

Oborožitev

- Strelno orožje: 6 × 0.50 in (12.7 mm) M2 Browning strojnice (1500 nabojev skupno)